# Гамбург-Север
Гамбург-Север  (нем. Hamburg-Nord) — один из 7 районов города Гамбурга. 
Расположен на правом берегу реки Эльба.

## Административное деление
Район состоит из 13 городских частей (нем. Stadtteilen):
- Эппендорф (Eppendorf)
- Хохелюфт-Восток (Hoheluft-Ost)
- Винтерхуде (Winterhude)
- Уленхорст (Uhlenhorst)
- Хохенфельде (Hohenfelde)
- Бармбек-Север (Barmbek-Nord)
- Бармбек-Юг (Barmbek-Süd)
- Дульсберг (Dulsberg)
- Большой Борстель (Groß Borstel)
- Альстердорф (Alsterdorf)
- Ольсдорф (Ohlsdorf)
- Фульсбюттель (Fuhlsbüttel)
- Лангенхорн (Langenhorn)